# Autodesk
Autodesk, Inc. (NASDAQ: ADSK), es una compañía estadounidense dedicada al software de diseño en 2D y 3D para las industrias de manufacturas, infraestructuras, construcción, medios y entretenimiento y datos transmitidos vía inalámbrica. 
Autodesk es mayormente conocida por sus softwares como Autocad, Revit, entre otros. Fue fundada en 1982 por John Walker y otros doce cofundadores. A lo largo de su historia, ha tenido varias sedes, como por ejemplo en el condado de Marin (California) y actualmente en San Francisco, con oficinas de apoyo a nivel mundial.

## Organización
Autodesk está formada por siete divisiones centradas en distintas industrias: 
- Soluciones de la manufactura (MSD)
- Soluciones Arquitectura, Ingeniería y Construcción Civil (AEC)
- División de Medios y Entretenimiento (M&E)
- Soluciones de plataforma y negocios emergentes (PSEB) que incluye soluciones geoespaciales y de plantas, contenido y búsqueda así como los Laboratorios Autodesk.
- Autodesk Consulting
- División de Servicios basados en localización (LBS)
- División de e-sports. dedicada al desarrollo de AOV

## Productos y tecnologías
Su principal producto es Autodesk AutoCAD pero se destacan para 2011 los siguientes:
- Autodesk Revit
- Autodesk 3ds Max
- Autodesk Maya
- Autodesk Mudbox
- Autodesk Tinkercad
- Autodesk Inventor
- Autodesk Alias
- Autodesk SketchBook
- Autodesk AOVs (Arbitrary Output Variables)
- AutoCAD Civil 3D, entre otros

### Productos descontinuados

#### Animación
Programas de animación producidos en la primera mitad de los años 1990.
- Autodesk Animator Pro para DOS
- Autodesk Animator Studio para Microsoft Windows

#### Posproducción
- Autodesk Combustion.....

## Historia
El primer producto notable de Autodesk fue AutoCAD un derivado del CAD diseñado para funcionar en las plataformas de microcomputadoras de la época incluyendo computadoras de 8 bits que ejecutaban el sistema operativo CP/M y dos de los entonces nuevos sistemas operativos de 16 bits como Victor 9000 y la IBM PC. Esta herramienta de CAD permitía crear dibujos técnicos detallados, y era económicamente accesible para pequeñas empresas de diseño, ingeniería y arquitectura. 
En la versión 2.1 se presentó un nuevo concepto en industria del CAD y del software: el software plataforma abierta, por medio de la introducción de un intérprete embebido de lenguaje de programación lisp: AutoLisp, modificado para las soluciones particulares incorporadas en AutoCAD. Además, también implementaron un subconjunto de la bibliotecas de lenguaje de programación C y fue puesto a disposición de programadores. Esto trajo como consecuencia el crecimiento "evolutivo" de un conjunto de compañías de software que desarrollaban soluciones centradas en AutoCAD como plataforma principal. 
Desde el lanzamiento de la versión 12, la compañía deja de soportar el sistema operativo Unix y Apple Macintosh, y tras la versión 14 descontinuó MS-DOS como plataforma, trabajando en conjunto con Microsoft para compartir su tecnología y obtener un mayor desempeño en su sistema operativo Windows.
Los formatos de archivo DXF y DWG son los más comunes para el intercambio del CAD. 
En 2002, Autodesk compró un software de modelado paramétrico relacionado, llamado Revit , que pertenecía a la empresa basada en Massachusetts llamada Revit Technologies por un importe $133 millones de dólares. Revit, está hecho para soluciones del edificio y el grupo de la infraestructura e Inventor  para el grupo de fabricación, son ahora el cimiento para los futuros productos de Autodesk separándose de su base de código durante 20 años fue AutoCAD.
A pesar de que no hay otras empresas competidoras de tamaño similar en la industria del software de diseño, los productos de Autodesk compiten contra productos de varias compañías más pequeñas, incluyendo Cinema 4D, propiedad de Maxon Computer, MicroStation, propiedad de Bentley Systems, ArchiCAD, propiedad de Graphisoft, SolidWorks y CATIA v5, propiedad de Dassault Systemes, de RoadEng, propiedad de Softree Technical Systems, Model 12d, propiedad de 12d Solutions, VectorWorks, propiedad de Nemetschek Group y Pro/E ahora Creo Elements/Pro propiedad de PTC.
El 4 de octubre de 2005, Autodesk anunció su intención de adquirir Alias que concretó el 10 de enero de 2006, por la suma de 197 millones de dólares.